# Unchain My Heart
Unchain My Heart is een nummer van de Amerikaanse zanger-muzikant Ray Charles. Het nummer werd in november 1961 uitgebracht op single. In 1987 zette de Britse zanger Joe Cocker het nummer op zijn gelijknamige album. Deze versie werd in oktober van dat jaar uitgebracht als de eerste single van het album.

## Achtergrond
"Unchain My Heart" is geschreven door Robert Sharp, Jr.. Sharp, destijds verslaafd aan drugs, verkocht het nummer aan jazzgitarist Teddy Powell voor 50 dollar. Powell eiste dat hij genoemd zou worden als tekstschrijver. Later wist Sharp succesvol zijn recht als de echte schrijver van het nummer terug te winnen.
"Unchain My Heart" gaat over een man die vrij wil zijn van een vrouw die "hem niet wil laten gaan". Het werd in 1961 een hit voor Ray Charles. De single bereikte in thuisland de VS de 9e positie in de Billboard Hot 100, terwijl de plaat de nummer 1 positie behaalde in de rhythm-and-blueslijsten. De plaat werd gebruikt als werktitel voor de film Ray uit 2004 over het leven van de zanger-muzikant.
In 1963 werden er covers van het nummer gemaakt door The Rivingtons en Trini Lopez. In oktober 1987 kwam de bekendste cover uit toen Joe Cocker het op zijn gelijknamige album Unchain My Heart zette en het uitbracht als de eerste single van dit album. Deze versie behaalde oorspronkelijk de 46e positie in Cockers' thuisland het Verenigd Koninkrijk, maar door een heruitgave uit 1992 piekte de plaat uiteindelijk op de 17e positie. 
In Nederland was de plaat op zondag 1 november 1987 de 198e Speciale Aanbieding bij de KRO op toen Radio 3 en werd een radiohit in de destijds twee landelijke hitlijsten op de nationale publieke popzender. De plaat bereikte de 27e positie in de Nationale Hitparade Top 100 en piekte op de 26e positie in de Nederlandse Top 40. In de Europese hitlijst op Radio 3, de TROS Europarade, werd géén notering behaald, aamgezien deze lijst op donderdag 25 juni 1987 voor de laatste keer werd uitgezonden.
In België bereikte de plaat de 40e positie in de voorloper van de Vlaamse Ultratop 50. Im de Vlaamse Radio 2 Top 30 en de Waalse hitlijst werd géén notering behaald.
Andere covers werden uitgebracht door The Bobs in 1994, George Williams in 2002 en acteur-komiek Hugh Laurie in 2012.

## Hitnoteringen
- Alle noteringen zijn behaald door de versie van Joe Cocker.

### Nederlandse Top 40
| Hitnotering: 21-11-1987 t/m 19-12-1987 | Hitnotering: 21-11-1987 t/m 19-12-1987 | Hitnotering: 21-11-1987 t/m 19-12-1987 | Hitnotering: 21-11-1987 t/m 19-12-1987 | Hitnotering: 21-11-1987 t/m 19-12-1987 | Hitnotering: 21-11-1987 t/m 19-12-1987 | Hitnotering: 21-11-1987 t/m 19-12-1987 |
| Week                                   | 1                                      | 2                                      | 3                                      | 4                                      | 5                                      |                                        |
| -------------------------------------- | -------------------------------------- | -------------------------------------- | -------------------------------------- | -------------------------------------- | -------------------------------------- | -------------------------------------- |
| Positie                                | 36                                     | 27                                     | 26                                     | 27                                     | 35                                     | uit                                    |

### Nationale Hitparade Top 100
| Hitnotering: 30-10-1987 t/m 16-01-1988 | Hitnotering: 30-10-1987 t/m 16-01-1988 | Hitnotering: 30-10-1987 t/m 16-01-1988 | Hitnotering: 30-10-1987 t/m 16-01-1988 | Hitnotering: 30-10-1987 t/m 16-01-1988 | Hitnotering: 30-10-1987 t/m 16-01-1988 | Hitnotering: 30-10-1987 t/m 16-01-1988 | Hitnotering: 30-10-1987 t/m 16-01-1988 | Hitnotering: 30-10-1987 t/m 16-01-1988 | Hitnotering: 30-10-1987 t/m 16-01-1988 | Hitnotering: 30-10-1987 t/m 16-01-1988 | Hitnotering: 30-10-1987 t/m 16-01-1988 | Hitnotering: 30-10-1987 t/m 16-01-1988 |
| Week                                   | 1                                      | 2                                      | 3                                      | 4                                      | 5                                      | 6                                      | 7                                      | 8                                      | 9                                      | 10                                     | 11                                     |                                        |
| -------------------------------------- | -------------------------------------- | -------------------------------------- | -------------------------------------- | -------------------------------------- | -------------------------------------- | -------------------------------------- | -------------------------------------- | -------------------------------------- | -------------------------------------- | -------------------------------------- | -------------------------------------- | -------------------------------------- |
| Positie                                | 88                                     | 70                                     | 41                                     | 32                                     | 31                                     | 27                                     | 36                                     | 40                                     | 50                                     | 62                                     | 69                                     | uit                                    |

### NPO Radio 2 Top 2000
| Nummer met noteringen in de NPO Radio 2 Top 2000 | '99 | '00 | '01 | '02 | '03 | '04 | '05 | '06 | '07 | '08 | '09 | '10 | '11 | '12 | '13 | '14 | '15 | '16 | '17 | '18 | '19 | '20 | '21  | '22  | '23  | '24  |
| ------------------------------------------------ | --- | --- | --- | --- | --- | --- | --- | --- | --- | --- | --- | --- | --- | --- | --- | --- | --- | --- | --- | --- | --- | --- | ---- | ---- | ---- | ---- |
| Unchain My Heart                                 | 352 | 560 | 596 | 610 | 723 | 461 | 532 | 477 | 631 | 536 | 567 | 499 | 560 | 754 | 727 | 877 | 827 | 858 | 706 | 950 | 810 | 881 | 1001 | 1175 | 1354 | 1661 |

1. ↑  Een vetgedrukt getal geeft de hoogste notering aan.